# Petronas
Petronas, acrónimo para Petroliam Nasional Berhad (Petróleo nacional ltd.), es una empresa estatal malaya de petróleo y gas fundada el 17 de agosto de 1974. Petronas es dueña de 103 subsidiarias y es parcialmente dueña de otras 19. En asociación con 55 compañías, juntas forman el Petronas Group, que está involucrado en varias actividades basadas en petróleo y gas con intereses comerciales en 35 países. La sede central se encuentra en las Torres Petronas, que  ocupan los puestos veintidós y veintitrés entre las torres más altas del mundo.
Petronas proporciona una fuente sustancial de ingresos para el gobierno de Malasia, con la mitad del presupuesto del gobierno dependiente de los dividendos de la empresa; además, en 2011 el saldo real del gobierno tenía un déficit del 5% del PIB.
Petronas es uno de los principales anunciantes del equipo de Mercedes-Benz en Fórmula 1, en la temporada 2010 de la misma. También fue propietaria del 40% de Sauber Petronas Engineering, la empresa que construyó los chasis del equipo que utilizan motores fabricados por Ferrari. Petronas también fue principal anunciante del Gran Premio de Malasia y está entre los principales anunciantes del Gran Premio de China de F1.